# Adris suthepensis
Adris suthepensis là một loài bướm đêm trong họ Erebidae.